# Isaac Michaelson
Pour les articles homonymes, voir Michaelson.
Isaac Claude Michaelson (hébreu : יצחק קלוד מייכלסון ; né en 1903 et mort en 1982), est un ophtalmologue israélien, membre de l'Académie israélienne des sciences et lettres.

## Biographie
Isaac Michaelson est né en 1903 à Édimbourg en Écosse. Il étudia l'ophtalmologie à l'Université de Glasgow et à l'Université d'Édimbourg, dont il fut diplômé en 1927.
Le développement de la rétine constituait la base de la plus grande part de sa recherche, et était le sujet de nombre de ses publications Isaac Michaelson travailla comme pathologiste dans un hôpital spécialisé dans les maladies de l'œil, et comme conférencier à l'Université de Glasgow.
Lors de la Seconde Guerre mondiale, il fut conseiller de l'Armée de terre britannique sur l'ophtalmologie et servit en Égypte.
En 1948, il termina son doctorat et émigra avec sa famille en Israël. Il fut d'abord conseiller pour les Forces de défense israéliennes et travailla comme chirurgien ophtalmologue.
En 1949, Isaac Michaelson fut nommé directeur du département d'ophtalmologie de l'Hôpital Rambam à Haïfa et, en 1954, devint directeur du département d'ophtalmologie du Centre médical Hadassah à Jérusalem, qui devint par la suite sous sa direction le Centre de recherche ophtalmologique. Il fut aussi nommé comme professeur à l'école de médecine de l'Université hébraïque de Jérusalem.
La plus grande part du travail d'Isaac Michaelson fut d'aider les pays en voie de développement, tout particulièrement en Afrique, et en 1971, il initia la Conférence internationale sur la prévention de la cécité. Après sa retraite du centre médical Hassadah en 1973, il s'investit dans la réadaptation des aveugles.
Il fonda l'Institut pour la prévention de la cécité de Jérusalem.

## Distinctions et récompenses
Membre de l'Académie israélienne des sciences et lettres, Isaac Michaelson reçut, en 1960, le prix Israël en médecine.